# Szerzawa (Góry Izerskie)
Szerzawa (niem. Weissflossberg, 975 m n.p.m.) – wzniesienie w południowo-zachodniej Polsce, w Sudetach Zachodnich, w Górach Izerskich, w Wysokim Grzbiecie.

## Położenie
Wzniesienie położone jest w środkowej części Gór Izerskich, w połowie Wysokiego Grzbietu, około 3,0 km na południowy wschód od Świeradowa-Zdrój, pomiędzy Podmokłą na zachodzie a Rudym Grzbietem i Mokrą Przełęczą na wschodzie.

## Charakterystyka
Wzniesienie zbudowane jest z granitognejsów, należących do metamorfiku izerskiego (blok karkonosko-izerski). Zbocza południowe, zachodnie i wschodnie są łagodne, natomiast zbocze północne stromo opada w kierunku doliny Kwisy. Przez wzniesienie przechodzi granica wododziału zlewisk morza Bałtyckiego i Północnego.

## Turystyka
Przez szczyt prowadzi szlak turystyczny:
- – czerwony Główny Szlak Sudecki im. M. Orłowicza ze Świeradowa-Zdroju[1][2]